# Bernardo Tanucci

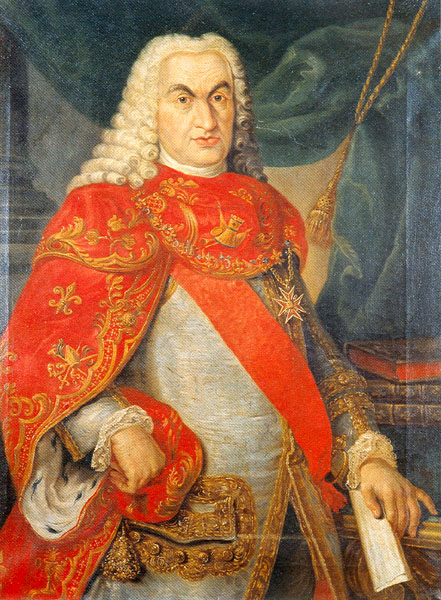
Bernardo Tanucci.

Bernardo Tanucci (20 de febrer, 1698 - 29 d'abril, de 1783) era un estadista italià, que donava govern instruït al Regne de les Dues Sicílies de Carles III d'Espanya i al seu fill Ferran I de les Dues Sicílies.

## Biografia
Nascut d'una família pobra en Stia, prop d'Arezzo (tuscany), Tanucci s'educava, gràcies a un patró, a la Universitat de Pisa. Tanucci va ser professor de dret el 1725. A Nàpols Carles III d'Espanya va ser nomenat primer conseller d'estat.
Com primer ministre, Tanucci era més zelós establint la supremacia d'un Estat modernitzat sobre l'Església, i abolint els privilegis feudals del Papa i la noblesa al Regne de les dues Sicílies. Governant sota els principis d'absolutisme instruït, restringia la jurisdicció dels bisbes, eliminats prerrogatives medievals, tancada convents superflus i monasteries i reduïa els impostos per ser enviats a la Cúria pontifical. Aquestes innovacions progressives s'aprovaven en un Concordat signat amb el Papa el 1741, l'aplicació del qual, tanmateix, es tornava llunyana més enllà de les intencions de la Santa Seu.
Per a la reforma dels drets que instituïa una comissió de juristes apresos amb instruccions de compilar un codi nou, el Codice Caroline, quin no es posava, tanmateix, a força. Quan Carles de Nàpols es convertia en Carles III d'Espanya el 1759, Tanucci es feia president del consell de regència instituïda per Ferran I de les Dues Sicílies, fins i tot quan hi arribava la seva majoria preferia deixar el govern a les mans capaces de Tanucci, constantment supervisades des d'Espanya per Carles III.
En afers exteriors, Tanucci es quedava Nàpols fora de guerres i embolics.
Tanucci treballava a establir la classe de controls sobre l'església que era efectuada per l'Església de gallican al Bourbon França: els ingressos de bisbats vacants i abadies se n'anaven a la corona, se suprimien convents superflus, els tithes abolien i l'adquisició de propietat d'Església nova per mortmain es prohibia. L'assentiment reial s'exigia per a la publicació a Nàpols de braus papals i les concessions ja no es consideraven eternes. L'estatus de Nàpols com un feu papal, que datava del temps del Hohenstaufen, es negava: el rei de Nàpols servia al plaer de Déu només. Les apel·lacions a Roma es prohibien sense el permís reial. El matrimoni es declarava un contracte civil.
El 1774, Maria Carolina d'Àustria, la reina Habsburg de Ferran I de les Dues Sicílies, es feia del Consell d'Estat, el poder de Tanucci començava a declinar. En va ell intentat per neutralitzar la influència de la reina, però el 1777 era acomiadat i es retirà.
Moria a Nàpols el 1793.